# Col·legi dels Pontífexs
El Col·legi dels Pontífexs o Collegium Pontificum va ser una institució (collegium) de l'antiga Roma que estava composta pels sacerdots de més alt rang de la religió estatal, de caràcter politeista. El Col·legi estava compost pel pontífex màxim, les Vestals, el Rex sacrorum i els flamines. Era un dels quatre principals col·legis sacerdotals, juntament amb el d'àugurs, el Quindecemviri sacris faciundis i el dels Epulons.
L'etimologia del títol pontifex prové del terme llatí per a «constructor de ponts», en el que podria ser una al·lusió a un rol molt d'apaivagar els déus i esperits associats al riu Tíber. També se cita aquesta etimologia en el sentit d'«ésser capaços de fer».

## Organització sacerdotal
El pontífex màxim era el membre més important del Col·legi, i fins a l'any 104 aC va mantenir el privilegi d'escollir a la seva discreció a la resta de membres del Col·legi.
Els flamines eren sacerdots encarregats dels cultes als quinze déus oficials de la religió estatal romana, estant cada un d'ells dedicats a un déu. Els tres principals flamines eren els sacerdots de Júpiter (flamen Dialis), Mart (flamen Martialis) i Quirí (flamen Quirinalis). N'hi havia altres dotze flamines menors: Caramentalis, Cerialis, Falacer, Floralis, Furrinalis, Pulatualis, Pomonalis, Portunalis, Volcanalis, Volturnalis, i altres dos que es desconeixen.
Les vestals eren els únics membres femenins del col·legi. S'encarregaven de guardar la flama sagrada de Roma, mantenint-la sempre encesa al Temple de Vesta. Les dones dedicades a aquest treball eren escollides en edats compreses entre els sis i deu anys, i havien de portar a terme els ritus i obligacions propis, incloent la castedat, durant trenta anys.
El Rex sacrorum era un càrrec amb caràcter de cap d'Estat. La posició es va crear a la caiguda de la monarquia i va ser instituïda per substituir les feines que el rei realitzava durant els ritus religiosos per obtenir el favor dels déus.

## Caràcter jurídic
El Col·legi de Pontífexs, durant l'època arcaica, també es va encarregar de realitzar una important feina interpretativa del Dret romà antic. Així, els pontífexs a través del seu interpretatio van fer que sigui possible l'aplicació del Dret a la vida quotidiana dels ciutadans romans.
Donada la connexió que existeix entre Dret i religió a l'època arcaica del Dret romà, no és d'estranyar que els primers juristes pertanyessin a aquest col·legi sacerdotal. En aquest context, els pontífexs són els únics que fixen i coneixen el calendari judicial (dies fasti -hàbils- i nefasti -inhàbils), a més a més són els dipositaris dels formularis processals, anomenats legis actiones, i que a més a més assumeixen la funció de donar-li una aplicació pràctica al Dret, ciència de la que són únics coneixedors. L'activitat d'aquests coneixedors del Dret (irisprudentes) es resumeix en tres verbs: 
- AGERE: es refereix a la capacitat d'indicar l'acció oportuna.
- CAVERE: Es refereix a redactar els formularis i esquemes pels afers concrets, evitant la seva nul·litat davant el rígid formalisme observat a l'època.
- RESPONDERE: Es refereix a contestar i opinar davant les preguntes formulades.

Finalment podem concloure dient que després de la Lleis de les dotze taules, l'Interpretatio del Ius Civileque que feien els pontífexs va ser molt destacada i, encara que els pontífexs se senten vinculats a la tradició i pel que creguin un Ius Legitimum, estan qualificats per utilitzar les paraules de la llei en la seva millor conveniència.
El Procediment formulari està monopolitzat pel secretisme amb el qual es guardaven les fórmules al Col·legi dels Pontífexs, fins que l'any 300 aC Flavi publica un llibre que contenia les fórmules processals, desencadenant aquest fet el denominat «procés de secularització del Dret».